# Madyo Puro
Madyo Puro is een bestuurslaag in het regentschap Jombang van de provincie Oost-Java, Indonesië. Madyo Puro telt 1865 inwoners (volkstelling 2010).